# Gedeon Barcza
Gedeon Barcza  est un joueur d'échecs hongrois né le 21 août 1911 à Kisújszállás et mort le 27 février 1986 à Budapest, grand maître international en 1954, qui fut huit fois champion de Hongrie.

## Biographie et carrière
Gedeon Barcza s'installa à Debrecen pour suivre des études de mathématiques. Par la suite, il travailla comme professeur de mathématiques et de physique dans une école secondaire, et à partir de 1951 comme journaliste échiquéen.

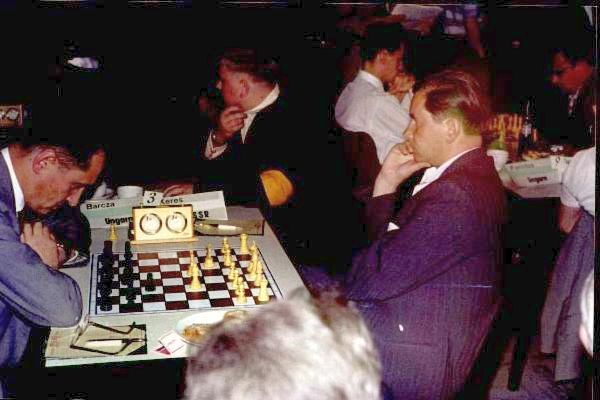
Gedeon Barcza - Paul Keres lors du championnat d'Europe 1961 à Oberhausen

Barcza remporta huit fois le championnat national entre 1942 et 1966 (en 1942, 1943, 1947, 1950, 1951, 1955, 1957 et 1958). À l'étranger, il représenta son pays à sept olympiades d'échecs : six fois entre 1952 et 1962 ainsi qu'en 1968. Lors des olympiades, il remporta une médaille d'or individuelle au troisième échiquier en 1954 et une médaille de bronze par équipe en 1956. En 1952 et 1962, il participa au tournoi interzonal et finit quinzième et quatorzième. En 1950, la FIDE lui décerna le titre de maître international et en 1954 celui de  grand maître international.
Dans les tournois, il termina troisième du jubilé Maroczy organisé à Budapest en 1940 et remporté par Max Euwe devant Milan Vidmar. En septembre 1942, il termina sixième du Championnat d'Europe d'échecs individuel à Munich remporté par Alexandre Alekhine. En 1948, il termina deuxième du tournoi de Karlovy Vary remporté par Jan Foltys, puis deuxième-troisième ex æquo avec Esteban Canal du tournoi de Venise remporté par Miguel Najdorf. En 1952, il termina deuxième derrière Paul Keres du tournoi de Szczawno-Zdrój. En 1957, il remporta le tournoi de San Benedetto del Tronto. En 1961, il finit troisième à Vienne, puis en 1962 deuxième à Moscou.
Lors des olympiades d'échecs par correspondance 1937-1939 et 1947-1952, Barcza conduisit l'équipe de Hongrie à la victoire. En 1941-1942, il devint maître hongrois d'échecs par correspondance.

## Publications
Barcza était aussi actif comme journaliste et auteur de livres d'échecs. Il fut à partir de 1951 rédacteur en chef du principal journal d'échecs hongrois Magyar sakkélet (hu) et publia à partir de  1959 (en collaboration avec László Alföldy et Jenő Kapu) une histoire des champions du monde, qui fut traduite en français dans les années 1980 :
- Gedeon Barcza, László Alföldy et Jenő Kapu (trad. de l'allemand par Alphonse Grunenwald), Les Champions du monde du jeu d'échecs [« Die Weltmeister des Schachspiels. Von Morphy bis Aljechin »], t. 1 : De Morphy à Alekhine, Bernard Grasset, coll. « Grasset Europe Échecs », 1985, 366 p. (ISBN 2-2463-3411-X, ISSN 0763-5982, OCLC 461780889, BNF 34778990, ASIN 224633411X, SUDOC 000857947).
- Gedeon Barcza, László Alföldy et Jenő Kapu (trad. de l'allemand par Alphonse Grunenwald), Les Champions du monde du jeu d'échecs, t. 2 : De Botvinnik à Fischer, Bernard Grasset, coll. « Grasset Europe Échecs », 1987, 367 p. (ISBN 2-246-33421-7, ISSN 0763-5982, OCLC 461966773, BNF 34947233, ASIN 2246334217, SUDOC 192483455).

## Le système Barcza
Barcza était connu pour son style positionnel. Il a donné sa préférence à l'ouverture caractérisée par les coups 1. Cf3, d5 2. g3 et 3. Fg2 et connue comme le système Barcza. Cette ouverture réserve la possibilité de rentrer soit dans une ouverture anglaise, soit dans une ouverture hypermoderne comme l'attaque est-indienne par interversion de coups.

## Une partie remarquable
Gedeon Barcza - Octav Troianescu, Karlovy Vary, 1948, Premier Prix de beauté du Tournoi
1. Cf3 d5 2. g3 Cf6 3. Fg2 e6 4. 0-0 c5 5. d4 Fe7?! (5...Cc6!) 6. dxc5 Fxc5 7. c4 0-0 8. Cc3 dxc4 9. Da4 De7? (9...Fd7) 10. Dc4 a6 (10...h6!) 11. Ce5! b5? (11... Cb8-d7!) 12. Dh4! Fb7 13. Cg4 Fxg2? 14. Fg5! Fd4 15. Tfd1! Db7 16. Cxf6 Fxf6 17. Fxf6 gxf6 18. Td4 Cd7 19. Tg4+ Rh8 20. Td1 Fd5 21. Ce4!! Tg8 22. Cxf6 Tg7 23. Dh6!! 1-0 (23...Tag8 24. Dxh7+! Txh7 25. Txg8#).